# Parque del Garraf
El Parque del Garraf (en catalán, y de forma oficial, Parc del Garraf) es un espacio natural protegido situado en la provincia de Barcelona, Cataluña, en la comarca del Garraf, de ahí su nombre. Forma parte de la Red de Parques Naturales gestionados por la Diputación de Barcelona con el objetivo de hacer compatibles sus valores biológicos y culturales con las actividades socioeconómicas de sus habitantes, y de poner a disposición de la sociedad un marco idóneo para las actividades de ocio, educación ambiental e investigación.
Está hermanado con la Riserva Naturale Monte Soratte (2000) y el Parco Naturale della Maremma (2001), ambos en Italia.

## Geografía
El Parque del Garraf está situado entre las comarcas del Bajo Llobregat, Alto Panadés y el Garraf, en el sector suroeste de la llamada Cordillera litoral catalana. Limita con la cuenca inferior del Llobregat, el mar Mediterráneo y la depresión del Panadés.
Ocupa una extensión de 12.376 hectáreas. El parque está formado por dos importantes unidades bien diferenciadas geológicamente: una de rocas calcáreas y dolomías y la otra por una pequeña franja de greses rojizos, en el extremo oriental del parque.
La piedra calcárea es la componente de casi la totalidad del macizo. Con el paso del tiempo, al entrar en contacto con el agua y el aire, ha proporcionado, por fenómenos de disolución, la formación de los procesos llamados cársticos: es decir, cuevas, simas, dolinas. Muy distinta es la zona del castillo de Eramprunyá, caracterizada por asperones y conglomerados de colores rojizos que conforman un paisaje muy escarpado.
El relieve más destacado del paisaje del Garraf es el modelado cárstico. Este relieve es propio de las regiones calcáreas, donde la acción erosiva del agua se ejerce principalmente por medio de fenómenos de corrosión superficial y subterránea de las calcáreas, originando unas formas de relieve específicas y unos determinados fenómenos de circulación hídrica. Por extensión, también se llama cárstico cualquier relieve caracterizado por procesos de corrosión de las rocas yesosas (grosor) y salinas. La morfología cárstica del macizo condiciona la hidrología de la zona. De esta manera, la cuenca de drenaje viene definida por las aguas superficiales, prácticamente nulas, y las aguas subterráneas, entre las que destaca el río subterráneo de la Falconera, con un recorrido de 600 m, una profundidad sobre el nivel del mar de 81 m y un caudal medio del orden de 500 l/s, llegando a los 200 l/s en períodos de veraneo y a los 10 000 l/s en fuertes avenidas.
La situación costera determina un clima típicamente mediterráneo: lluvias en primavera y en otoño, escasas pero torrenciales, y temperaturas suaves; inviernos templados y veranos calurosos y secos.

## Vegetación
Gran parte del Garraf nos ofrece un paisaje mediterráneo meridional. La vegetación que caracteriza este paisaje es un matorral denso de uno a tres metros de altura donde dominan la carrasca y el lentisco y donde crecen el palmito, el carrizo y otras especies de procedencia africana.
Más hacia el interior, el paisaje está formado por fragmentos de encinar y pinares de pino blanco, la mayoría afectados por los incendios forestales, y hoy se encuentran en proceso de regeneración.
En los fondos o valles cerrados se encuentra la vegetación típica del encinar, como la misma encina, el boj, la madreselva o el tino.

## Fauna
Las duras condiciones ambientales del macizo del Garraf (gran insolación, falta de agua, escasa vegetación y relieve muy abrupto) no permiten que viva en él una fauna rica y exuberante. En cambio, este mismo factor es el que da interés a la original fauna que allí vive, ya que está formada por una serie de especies adaptadas a estas peculiares condiciones. Podemos nombrar como pájaros representativos el roquero rojo, el roquero solitario, la collalba negra y la collalba rubia, el escribano hortelano, la cogujada montesina y la bisbita campestre. Además, la inhospitalidad de estas montañas ha permitido que vivan aún algunas especies que se encuentran en peligro de extinción, como el halcón y el águila perdicera, además de otras rapaces. La vertiente litoral del macizo ofrece también una oportunidad a los pájaros marinos que ha sido aprovechada recientemente por el cormorán grande.
La confluencia de ambientes ecológicos que se producen en el macizo -transición entre el encinar y la maquia de carrasca y palmito- se reflejan también en la fauna herpetológica (muy sensible a estos cambios), de manera que podemos encontrar especies de carácter termófilo y procedencia norteafricana, como la culebra de herradura y la víbora hocicuda, junto con otras de carácter centroeuropeo, como la salamandra y el lución.
Finalmente, el gran desarrollo del sistema cárstico ha permitido la formación de una interesante vida cavernícola, hasta el punto que encontramos especies endémicas únicas en el mundo.
La poca distancia que separa el macizo de la ciudad de Barcelona es un factor más que contribuye a aumentar el interés científico existente, ya que nos facilita su estudio. Por otro lado, esta misma proximidad acentúa el peligro de degradación y, por tanto, exige más esfuerzo preservarlo.

## Historia / Ocupación humana
Pese a la imagen de soledad y despoblamiento que ofrece actualmente el Garraf, a lo largo del tiempo el macizo ha sido objeto de un aprovechamiento variado por parte del hombre.
Si bien hay vestigios muy antiguos de la presencia del hombre, no es hasta fines del siglo XVIII que se inicia un notable auge de la población, acompañado de una gran expansión de cultivo de la viña y el trigo. La plaga de filoxera, entre 1879 y 1880, cortó definitivamente la extensa actividad agrícola en el Garraf. Actualmente es un espacio poco poblado en el que han proliferado gran cantidad de actividades (canteras, campos de tiro, vertederos de basuras, etc.), que han producido un gran impacto, aumentado a causa de los incendios forestales. La declaración de parque es un esfuerzo por recuperar la identidad de este macizo tan genuino como exótico.

## Patrimonio construido

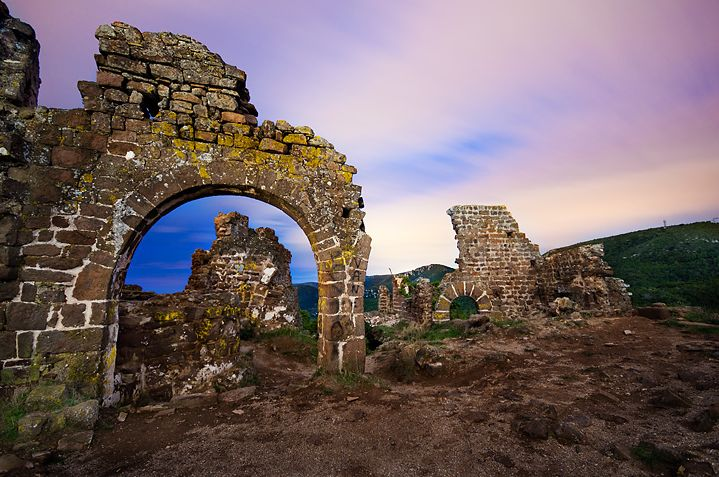
Restos del castillo de Eramprunyá

Las duras condiciones que impone el medio físico no han permitido la construcción de grandes monumentos en este ámbito geográfico. El resto de los castillos de Eramprunyà y Olivella, entre las rutas más clásicas del excursionismo en el Garraf, ilustran el período de las guerras de Marca contra los sarracenos. En este mismo contexto, pero posteriores, las torres del sector costero, aisladas o adosadas a algunas masías, dan testimonio del peligro permanente, proveniente del mar. Un buen ejemplo del románico de la zona es la pequeña iglesia de Olivella.
La arquitectura de la masía y de la actividad agraria es la más representativa del Garraf.

## Actividades económicas
A pesar de que la filoxera provocó una grave crisis a finales del siglo XIX, el macizo continuó muy ocupado hasta el último tercio del siglo XX. Las secas tierras y el impulso industrial de los años 60 provocaron en las montañas del Garraf, como en gran parte de las zonas rurales, un importante descenso en el número de habitantes. Por este motivo, muchas masías se encuentran en un estado ruinoso. Las pocas casas que quedan habitadas deben sus recursos económicos al cultivo de la viña y el trigo y a la cría de animales con pequeños excedentes sobre el propio consumo. Aún encontramos algún rebaño de cabras en la zona de Campdàsens. Es normal que uno de los miembros de la familia trabaje fuera de casa para asegurarse un sueldo fijo. En algunos casos encontramos esta fuente de ingresos en las canteras del macizo. Seis canteras con fecha de caducidad y controladas por el Plan especial extraen la piedra calcárea del Garraf. La proximidad de la zona metropolitana y una altura sobre los 500 metros propiciaron la instalación de diversos complejos radioeléctricos: repetidores de televisión y telefonía móvil, antenas y grandes infraestructuras de comunicación aérea, etc.
Aunque de forma muy escasa, la actividad de segunda residencia ha generado movimiento económico: prueba de ello son una única urbanización en Plana Novella y la reciente restauración de algunas masías. A mediados de los años 90 se inicia de forma progresiva la implantación de empresas de servicios vinculados al ocio y la naturaleza.

## Rutas a pie
Se trata de recorridos debidamente señalizados, habitualmente de forma circular, que transitan por diferentes lugares del parque natural, pensados para enseñarnos la riqueza de su patrimonio natural y/o cultural. Algunos de ellos disponen de un tríptico explicativo que permite hacer el itinerario de forma autoguiada. Hay que pedirlos en los puntos de información del parque. Gran parte del macizo del Garraf está atravesado por cavidades, simas y canales formados por la disolución de la roca calcárea con el aire y el agua. Algunas de las simas pueden tener centenares de metros de profundidad. 

## Itinerarios y rutas
- El fondo de Vallgrassa
- Camino de les Costas
- A la Morella
- Masías del Garraf
- Camino medieval y sierra de Can Perers
- pictograma invidentesItinerario sensorial de Can Grau (adaptado para personas con discapacidades sensoriales)
- pictograma movilidad reducida pictograma invidentesItinerario botánico de la Pleta (adaptado para personas con discapacidades motrices y con material para invidentes)
- Senderos de gran recorrido:
- GR 5 (Sendero de los miradores)
- GR 92 (Sendero del Mediterráneo)
- GR 92-3a (la Clota - l'Arboçar)
- GR 92-3b (l'Arboçar - Castellet)
- GR 92-4 (pla de Querol - camino del mas de l'Artís)

## Actividades y programas

### Programa ‘Vive el parque’
Se trata de un programa coorganizado por el Área de Espacios Naturales de la Diputación de Barcelona con la colaboración de los ayuntamientos del ámbito de cada parque.
El programa ofrece una serie de actividades plásticas, escénicas, musicales, literarias, folclóricas y de difusión del patrimonio natural y cultural que se llevan a cabo, durante un determinado periodo del año, tanto en el interior de los parques como en los municipios que tienen su término municipal dentro de los límites del espacio protegido.
El programa incluye en cada edición un apartado específico, dirigido a los escolares de los municipios del parque.
El programa "Vive el parque” del Garraf tiene lugar durante los meses de septiembre y diciembre.

### Programa ‘El parque en la mesa’
Se trata de un programa cultural-gastronómico promovido por la Diputación de Barcelona que da a conocer los productos naturales elaborados y producidos por restaurantes, bodegas y productores artesanos de las poblaciones dentro del ámbito de los parques en que se desarrolla.
Esta propuesta destaca, mediante la gastronomía, la viticultura y la elaboración artesana de productos, los valores naturales, culturales y paisajísticos de los parques que forman parte de la Red de Espacios Naturales. 
Los platos recomendados por los restaurantes, las bodegas que elaboran vinos con denominación de origen y los artesanos que elaboran diversos productos hacen referencia a los espacios naturales protegidos y a sus ciudades y pueblos y se abastecen de productos, naturales o de elaboración artesana, de estas regiones.
El programa se desarrolla en el Parque del Garraf, el Parque de Olèrdola, el Parque del Foix, el Parque natural de San Lorenzo del Munt y del Obac y el Parque de la Cordillera Litoral.

### Programa escolar ‘Conozcamos nuestros parques’
Se trata de un programa de educación ambiental destinado a promover el conocimiento de los espacios naturales entre los docentes y los escolares de la provincia de Barcelona. La participación en la actividad es totalmente gratuita. El programa es una iniciativa del Área de Espacios Naturales de la Diputación de Barcelona en colaboración con los ayuntamientos que participan.
La actividad se dirige específicamente al sexto nivel de la educación primaria y consta de dos fases durante dos días diferentes: una sesión de trabajo en la escuela y una visita al parque. Los espacios naturales que se visitan son el Parque del Garraf, el parque natural del Montseny, el Parque natural de San Lorenzo del Munt y del Obac, el Parque del Montnegre y el Corredor y el Espacio Natural de les Guilleries-Savassona.

### Objetivos
La filosofía de estos programas es sensibilizar a los participantes sobre el valor social y ecológico de los espacios naturales, en los cuales se lleva a cabo una gestión activa de conservación que busca el equilibrio entre el mantenimiento de los ecosistemas, el desarrollo socioeconómico de la población y el uso público del espacio.

## Enlaces recomendados
- Wikimedia Commons alberga una categoría multimedia sobre Parque del Garraf.
- Red de Espacios Naturales de la Diputación de Barcelona

- Datos: Q3752505
- Multimedia: Parc del Garraf / Q3752505